# Ryom Chun-ja
Ryom Chun-ja   (Corea del Nord, 19 de novembre de 1942) va ser una jugadora de voleibol nord-coreana que va competir durant la 1970.
El 1972 va prendre part en els Jocs Olímpics de Múnic, on guanyà la medalla de bronze en la competició de voleibol.